# 不會忘記這天的鐘聲
《不會忘記這天的鐘聲》（日语：この日のチャイムを忘れない）是日本女子組合SKE48的首張原創專輯，於2012年9月19日由avex trax發售。

## 概要
之前SKE48曾发行过四张收录了公演曲的专辑，但是发行以单曲为主的专辑，还是组合结成4年以来的第一次
专辑因DVD中作为特典所收录的「63人的心意 〜Short music video of 63 members〜」被吉尼斯世界纪录认定为收录MV最多的专辑

## 销售成绩
发售前日（总计首日）的2012年9月18日Oricon专辑排行榜记录估计约有5.2万张，初登场第1位的纪录。同日的Oricon单曲排行榜上，和本专辑同日发行的接吻可是左撇子也获得了初登场1位的成绩（估计约有38.8万张）这也使得SKE48在同日的两份排行上同时获得1位
之后2012年10月1日的Oricon週間专辑排行榜上，在Superfly的《Force (Superfly专辑)》之后，得到了初登場2位的成绩。首周销量約11.1万张。

## 收錄曲目
- 除了2012年5月16日發售的《I love you 我愛你！》以及和專輯同日發售的《接吻可是左撇子》未收錄之外，收錄了SKE48出道以來所有的單曲。

### CD+DVD仕様
CD
1. 堅強之勇者
（作詞：秋元康、作曲：上田晃司、編曲：野中“まさ”雄一）
  - 1st單曲表題曲
2. 藍天下的單相思
（作詞：秋元康、作曲：島崎貴光、編曲：野中 "まさ" 雄一）
  - 2nd單曲表題曲
3. 抱歉、SUMMER
（作詞：秋元康、作曲：俊龍、編曲：原田ナオ）
  - 3rd單曲表題曲
4. 1！2！3！4！ 請多關照！
（作詞：秋元康、作曲：ツキダタダシ、編曲：前口渉）
  - 4th單曲表題曲
5. 萬歲Venus
（作詞：秋元康、作曲：佐々倉有吾、編曲：野中"まさ"雄一）
  - 5th單曲表題曲
6. 翡翠色的沙灘裙
（作詞：秋元康、作曲：五戸力、編曲：原田ナオ）
  - 6th單曲表題曲
7. Okey Dokey
（作詞：秋元康、作曲：YUMA、編曲：武藤星児）
  - 7th單曲表題曲
8. 單戀Finally
（作詞：秋元康、作曲・編曲：井上ヨシマサ）
  - 8th單曲表題曲
9. 呼拉圈GO!GO!GO! - Team S
（作詞：秋元康、作曲：田靡達也、編曲：清水哲平）
10. 責備吧、達令！ - Team KII
（作詞：秋元康、作曲・編曲：後藤次利）
11. 蜜蜂女孩 - Team E
（作詞：秋元康、作曲・編曲：後藤次利）
12. 以前的你 - 研究生
（作詞：秋元康、作曲：小澤正澄、編曲：野中"まさ"雄一）
13. 闹情绪的雨夜…… - セレクション8
（作詞：秋元康、作曲：ツキダタダシ、編曲：佐々木裕）
14. 無限重播 - Team KII
（作詞：秋元康、作曲：山崎燿、編曲：田中ユウスケ）
  - 翻唱AKB48的第17张單曲

DVD
- 63人的心意 〜Short music video of 63 members〜(63名成員單獨拍攝的短版PV)

初回盤限定特典
- 豪華68P限定寫真冊

### CD仕様
CD
1. 堅強之勇者
2. 藍天下的單相思
3. 抱歉、SUMMER
4. 1！2！3！4！ 請多關照！
5. 萬歲Venus
6. 翡翠色的沙灘裙
7. Okey Dokey
8. 單戀Finally
9. 呼拉圈GO!GO!GO! - Team S
10. 叱ってよ、Darling! - Team KII
11. 蜜蜂女孩 - Team E
12. 以前的你 - 研究生
13. 闹情绪的雨夜…… - セレクション8
14. 馬尾與髮圈 - Team E
（作詞：秋元康、作曲：多田慎也、編曲：生田真心）
  - 翻唱AKB48的第16张單曲
15. Beginner - Team S
（作詞：秋元康、作曲・編曲：井上ヨシマサ）
  - 翻唱AKB48的第18张單曲

## 選拔成員

### 精选8（セレクション8）
- Team S：木崎由里亚、須田亜香里、松井珠理奈、松井玲奈
- Team KII：小木曽汐莉、高柳明音、向田茉夏
- Team E：木本花音

## 備註
1. ↑  ORICON STYLE編集長的Twitter 2012年9月19日的发言 2012年9月19日閲覧。
2. ↑  ORICON STYLE編集長的Twitter 2012年9月19日的発言 2012年9月19日閲覧。
3. ↑  . ORICON STYLE (オリコン). 2012-09-25  [2012-09-25]. （原始内容存档于2013-10-25）.

## 外部連結
- SKE48官方網站内介紹網頁 （页面存档备份，存于）